# Усманський повіт
Усманський повіт - адміністративна одиниця в Азовській губернії (1708 - 1725), Воронізької губернії (1725 - 1779), Тамбовської губернії Російської імперії та РРФСР (1779 - 1923 роках) і Воронізької губернії РРФСР (1923-1928) Повітове місто - Усмань.

## Географія

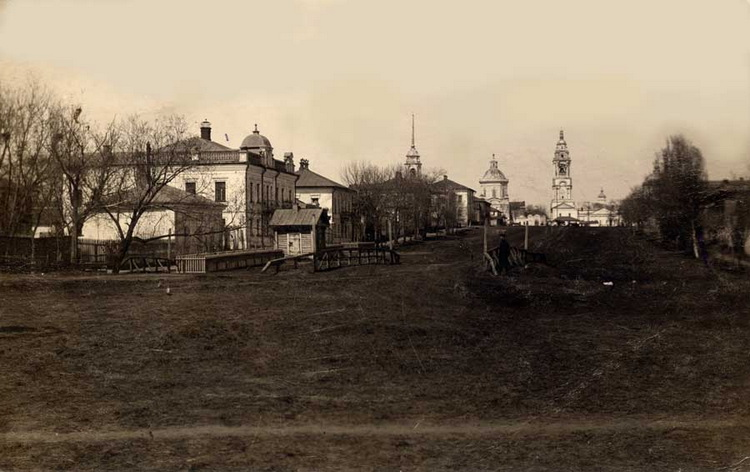
Усмань

Повіт був розташований на південному заході Тамбовської губернії, межував з Воронезькою губернією на заході та півдні. За площею повіт займав територію в 4125,8 верст ².

## Історія
Повіт виник з моменту будівництва фортеці Усмані в 1645 і перебував у підпорядкуванні Розрядного наказу.
1701 р. повіт перейшов у підпорядкування Адміралтейського приказу.
У 1708 р. при заснуванні губерній Усманський повіт увійшов до складу Азовської губернії, яка потім була перетворена на Воронізьку.
1719 - повіт зарахований до складу Воронезької провінції.
1732 - повітове місто.
У 1779 - у складі Тамбовського намісництва (з 1796 - Тамбовської губернії).
1798 - повіт був ліквідований і приєднаний до Липецького повіту.
1801 - повіт відновлено.
Декретом ВЦВК «Про зміни у складі Тамбовської губернії» від 4 січня 1923 р. Усманський повіт у складі міста Усмань, Барятинської, Березнегуватської, Березнегівської, Бреславської, Верхньо-Матрьонської, Демшинської, Дмитрівсько-Дубровської, Завальської, Завальської,, Куликівської, Марфінської, Нижньо-Матронської, Ново-Черкутинської, Павлівської, Пашківської, Підворської, Піддубрівської, Пушкінської, Ростовської, Сафонівської, Талицької, Тихвінської та Приміської волостей був приєднаний до Воронізької губернії . При цьому Карпельська, Мордовська, Ново-Микільська та Чемлицька волості були передані до Тамбовського повіту.
Згідно з Декретом ВЦВК від 12 лютого 1923 . До складу Усманського повіту увійшли Олександрівська, Матронська, Михайлівська, Садівська, Щученська волості Бобровського повіту; Верхньохавська, Іванівська, Щукавська волості Воронезького повіту.
12 травня 1924 року з Піддубрівської волості до Березівської волості Воронізького повіту було передано селище Нелжа.
14 травня 1928 року Воронезька губернія була включена до Центрально-Чорноземної області
16 липня 1928 повіт був скасований і увійшов до складу Воронезького округу Центрально-Чорноземної області. При цьому Велико-Матренська, Талицька та Щученська волості, Березняківська, Верхньо-Мотренська, Демшинська та Марфінська сільради Верхньо-Мотронської волості та всі сільради Добринської волості, за винятком 3-ї Богородицької та Пушкінської сільрад, були безпосередньо передані до Борисоглібського району. області. Одночасно місто Усмань було передано до Усманського району Воронезького округу Центрально-Чорноземної області.

## Населення
Населення повіту в 1896 211 529 чол .
За переписом 1897 року у повіті було 209 910 жителів  (102 431 чоловіків та 107 479 жінок). У м. Усмань - 9986 чол.
За підсумками всесоюзного перепису населення 1926 населення повіту склало 362 645 осіб , з них міське - 13 456 осіб.

## Населені пункти
В 1893 до складу повіту входило 449 населених пунктів, найбільші з них :
- г. Усмань - 8167 чол;
- с. Мордово - 7123 чол.;
- с. Демшинськ - 6110 чол.;
- с. Куликове - 6047 чол.;
- с. Нижня Матрьонка - 4815 чол.;
- с. Княжа Байгора - 4587 чол.;
- с. Талицький Чемлик - 4520 чол.;
- с. Верхня Матрьонка - 3156 чол.;
- с. Березнеговатка - 2632 чол.;
- с. Новочеркутино - 1769 чол.;
- с. Новомикільське - 1218 осіб.

## Землевласники повіту

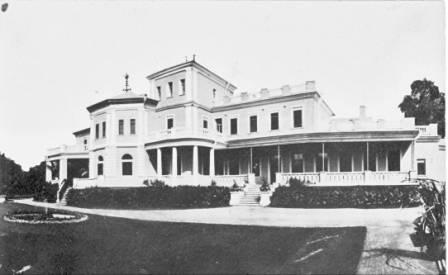
Садиба Лотарево князів Вяземських

Землевласниками повіту за даними енциклопедії «Вся Россия» 1895 .

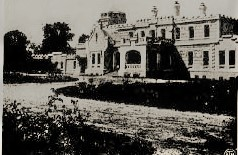
Садиба Байгора Вельямінових

Купець огарків на природі.

- Бланк Василь Григорович - с. Микільське, 721 дес.
- Богомолова Ганна Іванівна - хутір Юрлівка, 334 дес.
- Вельямінов Григорій Миколайович - с. Нікольське, 2104 дес.
- Волконська Єлизавета Григорівна - с. Велика Добринка, 4533 дес.
- Воронецькі А. М. і В. В. - с. Ростовка, 1283 дес.
- Вишеславцева Олександра Іванівна - с.-цо Тресвятське, 644 дес.
- Вяземський Леонід Дмитрович - с. Лотарево, 3116 дес.
- Головін Дмитро Дмитрович - маєток Озерки, 861 дес.
- Горст Надія і Софія - с. Коптєва, 1036 дес.
- Дубовиковикови співвласники - с-цо Олексіївка, 418 дес.
- Катеніна Анна Іванівна - с. Москва. 743 дес.
- Ковпаківський, Тиран і Савельєв|Савельєв - с. Олександрівка, 1471 дес.
- Кугушева Анна Григорівна, княгиня - с. Замарай, 620 дес.
- Кузьмін Юхимій Дмитрович - с-цо Дмитрівська, 537 дес.
- Лисянський|Лисянський Яків Ілліч - с-цо Новопетрівське, 922 дес.
- Лук'янович Н. Р. - с. Дмитропілля, 509 дес.
- Остен-Сакен Марія Іллівна - с. Пушкіно, 2792 дес.
- Охотникови Ольга Олександрівна та Олександр Михайлович - с. Олександрівське, 2922 дес.
- Мисливців Григорій Михайлович - с. Олександрівське, 774 дес.
- Мисливців Михайло Михайлович - с. Ново-Черкутине, 1704 дес.
- Мазаракій Андріан Семенович - с. Софіїно 640 дес.
- Павлов В. І. - с. Матренка, 618 дес.
- Придорогін Михайло Матвійович - с-цо Георгіївське, 573 дес.
- Придорогін Микола Матвійович - маєток Прозоровське, 1838 дес.
- Придорогін Петро Матвійович - с. Сибірка, 573 дес.
- Сергєєва Анна Михайлівна - с. Павлівське, 1545 дес.
- Снежков Григорій Олексійович - с. Ново-Петрівське (Сніжкове)[8], с. Нижня Матрьонка
- Снежков Григорій Григорович - с-цо Богородицьке, 721 дес.
- Сомов|Сомов Г. Д. - с. Мосолівка, 588 дес.
- Стрельников Микола Васильович - с. Георгіївське, 551 дес.
- Храповицький Олексій Миколайович - с-цо Петрівське, 731 дес.
- Хренникови Василь Павлович та Іван Васильович - с. Дмитрівка, 537 дес.
- Шидловська Лідія Володимирівна - маєток Бичок, 752 дес.
- Щуко Казимир Гнатович - с. Чемличек, 546 дес.

## Адміністративний поділ
На початку XIX століття повіт ділився на 2 табори  :
- Перший — із центром у с. Демшинське
- Другий — із центром у с. Березнегуватці [10], з 1837 - с. Талицький Чамлик

На початку XX століття було створено третю — із центром у с.Мордове 

### Волості

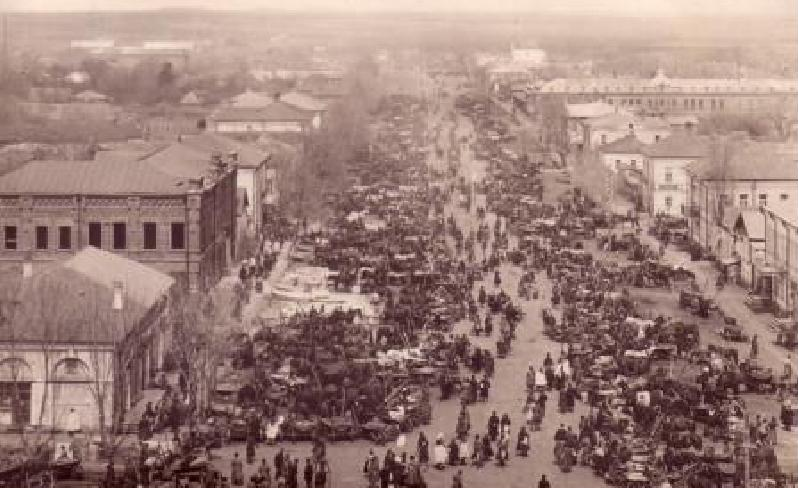
Місто Усмань на початку XX ст.

Волость - станова територіальна одиниця, що охоплює кілька селищ, виконавчим органом якої було волосне правління. Волосні правління вводилися згідно із законом від 7 серпня 1797 р. «Про поділ казенних селищ на волості та порядок внутрішнього їх управління» для розмежування волостей, населених державними селянами. Розмір волості обмежувався 3000 душ. Назва волості визначалася назвою її головного селища. У повіті було створено такі волості:
- Верхньо-Матренська. Центр - с. Верхня Матренка;
- Демшинська. Центр - с. Демшинськ;
- Завальська. Центр - Завальне. ;
- Куликівська. Центр - с. Куликове;
- Мордовська. Центр - с. Мордово;
- Нижньо-Матренська. Центр - с. Нижня Матрьонка[12].

В 1861 в ході Селянської реформи були створені нові волості і їх кількість збільшилася до 28 , до кінця століття скоротилося до 25 волостей  :
- Барятинська. Центр - с. Богородицьке;
- Березнегуватська. Центр - с. Березнегуватка;
- Березнегівська. Центр - с. Березнегівка;
- Бреславська. Центр - с. Бреславка;
- Верхньо-Матренська. Центр - с. Верхня Матренка;
- Демшинська. Центр - с. Демшинськ;
- Дмитрівсько-Дурівська. Центр - с. Дурово;
- Завальська. Центр - с. Завальне;
- Карпельська. Центр - с. Карпелі;
- Княже-Байгорська. Центр - с. Княжа Байгора;
- Крутчинсько-Байгірська. Центр - с. Крутченська Байгора;
- Куликівська. Центр - с. Куликове;
- Марфінська. Центр - с. Марфіно.
- Мордовська. Центр - с. Мордово;
- Нижньо-Матренська. Центр - с. Нижня Матрьонка;
- Ново-Нікольська. Центр- с. Новомикільське;
- Новочеркутинська. Центр - с. Новочеркутине;
- Павлівська. Центр - с. Павлівка;
- Пашківська. Центр - с. Пашково:
- Подвірська. Центр - Нікольське;
- Піддубрівська. Центр - Піддубрівка;
- Пригородня. Центр - П'ятницька і Пушкарська слободи;
- Пушкінська. Центр - с. Пушкіно;
- Ростовська. Центр - с. Ростовка;
- Сафонівська. Центр - с. Сафонове;
- Талицька. Центр - с. Талицький Чамлик;
- Тихвинська. Центр - Велика Плавиця;
- Чемликська. Центр - Чемлик.

## Воєводи (1645-1701)
- Вельямінов Степан Михайлович. З січн. 1645 року до сент. 1648 року.
- Вельямінов Мирон Михайлович. З сент. 1648 року до липня 1649 року.
- Челіщев Єноклич Григорович. З липня 1649 року до 11 серпня 1650 року.
- Кн. Волконський-Хромой Іван Михайлович. З 11 серп. 1650 року до осені 1654 року.
- Сухотін Денис Іванович. З осені 1654 р. до верес. 1656 року.
- Наришкін Василь Полікарпович. З 1 жовт. 1656 до 27 березня 1657 року.
- Белелюбський Воїн Борисович. З 13 лют. 1659 року до січ. 1661 року.
- Карпов Володимир Данилович. З 6 січ. 1661 р. до лютого 1663 року.
- Карандєєв Матвій Феодорович. З лют. 1663 р. до лют. 1665 року.
- Лазарєв Іван Дмитрович. З лют. 1665 р. до лют. 1667 року.
- Ушаков Степан Йосипович. З лют. 1667 р. до 1 березня 1669 року.
- Маслов Іван Олександрович. З 1 березня 1669 до березня 1671 року.
- Верьовкін Кирило Дмитрович. З березня до осені 1671 року.
- Карпов Прокопій Данилович. З осені 1673 року по січень. 1676 року.
- Караулов Степан Леонтійович. З 1 січ. 1676 р. та 1 березня 1677 року.
- Клішков Дмитро Борисович. З 1 березня 1677 року до березня 1679 року.
- Сухотін Андрій Кирилович. З 1 березня 1679 р. до літа 1680 року.
- П'ятове Іван Ларіонович. З літа 1680 р. до 11 вересня 1682 року.
- Тарбеєв Дмитро Дмитрович. З 11 вересня 1682 р. жовтень. 1683 року.
- Косагов Григорій Іванович. З жовт. 1683 р. до 24 авг. 1684 року.
- Вісленєв Петро Денисович. З 24 серп. 1684 р. до травня 1685 року.
- Карцев Федір Степанович. З травня 1685 року до 30 травня 1686 року.
- Пещуров Микита Іванович. З З0 травня 1686 року до 5 червня 1687 року.
- Кропотов Іван Софронович. Літо 1687 року до 5 вересня.
- Кропотов Василь Іванович. З 5 вересня 1687 року до 5.сент. 1689 року.
- Ізвольський Петро Семенович. З 5 вересня 1689 р. до осені 1691 року.
- Кн. Дулов Ігнатій Іванович. З осені 1691 року до весни 1693 року.
- Дмитрієв Євдоким Петрович. З весни 1693 р. до авг. 1695 року.
- Ігнатьєв Пилип Іванович. З вересня 1697 р. до 9 вересня 1699 року.
- Лавров Богдан Васильович. З 9 вересня 1699 року до вересня 1701 року

## Городничі (1779-1862)
- 1.Мелехов Аким Данилович, к.с. - 1779-1783 роки.
- 2.Шибарин Степан Опанасович, сек.-м. - 1783-1786 роки.
- 3.Зінкевич, підпоручик, прав. посад. - 1802 рік.
- 4.Вендеревський Іван Васильович, т.с. - 1802-1810 роки.
- 5.Путятін Сергій Олексійович, князь, т.с. - 1811-1813 роки.
- 6.Маслов Микола Васильович, т.с. - 1814-1815 роки.
- 7.Белелюбський Борис Петрович, шт.-кап. - 1816-1819 роки.
- 8.Голдобін Микола Федорович, полк. - 1822 рік.
- 9.Єсипов Василь Васильович, майор н.д. - 1823 рік.
- 10.Рожанський Василь Олексійович, прав.долж. - 1824 рік.
- 11.Рудніков Карп Карпович - 1824-1829 роки.
- 12.Потулов Микола Васильович- 1833-1834 роки.
- 13.Рожанський Василь Олексійович- 1834-1835 роки.
- 14.Колобов Олексій Максимович- 1838-1842 роки.
- 15.Даєв Микола Петрович, майор- 1842-1845 роки.
- 16.Бурков Іван Гнатович - 1845-1846 роки.
- 17.Судьбинський, прав. посада - 1846-1847 роки.
- 18.Євреїнов Михайло Мелентійович - 1847-1848 роки.
- 19.Желябужський Микола Олексійович, в. о. - 1847 рік.
- 20.Ієрусалимський Карп Гаврилович, майор, пр. посад. - 1849 рік.
- 21.Об'єдков Михайло Федорович, прав. посад. - 1849 рік.
- 22.Мосолов Іван Іванович, прав. посад. - 1849 рік.
- 23.Лебедєв Василь Олександрович, прав. посад. - 1849 рік.
- 24.Желябужський Микола Олексійович, поручик - 1849-1851 роки.
- 25.Запольський - 1851-1853 роки.
- 26.Сіреліус Осип Федорович, підпоручик - 1853-1854 роки.
- 27.Соколов Павло Дмитрович, шт.-кап. - 1854-1859 роки.
- 28.Базилевський Євген Васильович - 1860-1861 роки.
- 29.Добромислов Іван Ілліч, т.с., прав. посад. - 1862 рік.
- 30.Болтенков Василь Михайлович, майор - 1862-1863 роки

## Голови повітової земської управи (1865-1918)

Члени міської управи м. Усмані

| П. І. О.                      | портрет | Титул, чин, звання                                | час заміщення посади                                             |
| ----------------------------- | ------- | ------------------------------------------------- | ---------------------------------------------------------------- |
| Мамонтів Павло Іванович       |         | відставний полковник                              | 1865 - 1870, січень (пішов у відставку за сімейними обставинами) |
| Потап'єв Василь Єгорович      |         | штабс-капітан                                     | 1870, січень - 1877                                              |
| Новосілов Іван Тихонович      |         | 1883 - титулярний радник, 1901 - статський радник | 1883 - 1901                                                      |
| Стерлігів Ілля Іванович       |         | поручик                                           | 1901 - 1904                                                      |
| Новосілов Гаврило Миколайович |         | підполковник                                      | 1904 - 1913 (до 31 жовтня 1914)                                  |
| Мисливців Михайло Михайлович  |         | спадковий дворянин                                | 1914 - 21 вересня 1917                                           |
| Виполатів Микола Миколайович  |         | лікар                                             | 21 вересня 1917-1918                                             |

## Повітові ватажки дворянства (з 21 вересня 1865 р. - голови повітових Земських Зборів)
| П. І. О.                                          | портрет | Титул, чин, звання                  | час заміщення посади  |
| ------------------------------------------------- | ------- | ----------------------------------- | --------------------- |
| Баранов Данила Павлович                           |         | майор                               | 1783- 1786            |
| Лотарёв Павел Михайлович                          |         | полковник                           | 1786 — 1788           |
| Якушкін Яків Васильович                           |         |                                     | 1788 — 1791           |
| Хлусов Ілля Лукіч                                 |         | секунд-майор                        | 1791                  |
| Бологівський Дмитро Якович                        |         | Статський радник                    | 1791 — 1798 1806—1812 |
| Баранов Иван Данилович                            |         | майор                               | 1798 — 1806 1812—1819 |
| Бунін Микола Анатолійович                         |         | мічман                              | 1819 — 1828           |
| Селіванов Микола Олексійович                      |         | штабскапітан                        | 1829                  |
| Скуратов Иван Петрович                            |         |                                     | 1829 — 1831           |
| Болотників Єгор Іларіонович                       |         | штабскапітан                        | 1831 — 1834           |
| Федоров Іван Іванович                             |         | майор                               | 1834                  |
| Яковлєв Дмитро Олександрович                      |         | поручик                             | 1835 — 1840           |
| Вельямінів Микола Володимирович                   |         | губернский секретар                 | 1840 — 1848           |
| Голіцин Юрій Миколайович                          |         | князь                               | 1849                  |
| Вяземський Дмитро Єгорович                        |         | князь, штабскапітан                 | 1849 — 1851           |
| Федоров Микола Олександрович                      |         | штабскапітан                        | 1851 — 1854           |
| Сомов Михайло Миколайович                         |         | капітан                             | 1854 — 1857           |
| Сніжків Григорій Олексійович                      |         | дійсний статський радник (1869)     | 1857 — 1864           |
| Охотніков Михайло Олександрович (ум. 18.02. 1875) |         | подполковник                        | 1864 — 1875           |
| Бланк Василь Григорович                           |         | коллежский асессор                  | 1875 — 1878           |
| Филипов Сергій Михайлович                         |         | Штабсротмістр                       | 1878 — 1881           |
| Ладиженський Михайло Олександрович                |         | статский советник                   | 1881 — 1884           |
| Вяземський Леонід Дмитрович                       |         | князь, генерал від кавалерії (1906) | 1884 — 1888           |
| Вельямінов Григорій Миколайович                   |         | титулярний радник                   | 1888 — 1893           |
| Охотніков Платон Михайлович                       |         | дійсний статський радник (1904)     | 1893 — 1902           |
| Савельєв Георгій Костянтинович                    |         | Колезький асесор                    | 1902 — 1905           |
| Якубович Микола Андрійович                        |         | генерал-лейтенант                   | 1906 — ?              |
| Андрєєв Борис Миколайович                         |         | поручик                             | 1910 — 1912           |
| Вяземський Борис Леонідович                       |         | князь, Колезький асесор             | 1912 — 1917           |

## Повітові комісари Тимчасового Уряду
| П. І. О.                     | портрет | Титул, чин, звання                                                         | час заміщення посади                                       |
| ---------------------------- | ------- | -------------------------------------------------------------------------- | ---------------------------------------------------------- |
| Мисливців Михайло Михайлович |         | спадковий дворянин                                                         | 5 (18) березня 1917 - 29 квітня (2 травня) 1917            |
| Русанов Михайло Дмитрович    |         | Секретар Повітового Земства, присяжний повірений                           | 29 квітня (12 травня) 1917 - 27 серпня (10 вересня) 1917   |
| Виполатів Микола Миколайович |         | лікар, голова Ради робітничих, селянських та солдатських депутатів         | 27 серпня (10 вересня) 1917 - 22 листопада (5 грудня) 1917 |
| Сорокін Федір Данилович      |         | в.о., призначений Наказом губернського комісара від 12 грудня 1917 р. № 37 | 9 грудня (22 грудня) 1917 - 1918                           |

## Секретарі Укому РКП(б) (1918-1928)
- Ходів А. І.-16.10.1918
- Спиридонів К. І. - 15.11.1918
- Васильєв Г. І. - 16.03.19
- Андрєєв Микола Олександрович - 31.03.1919
- Верхових Василь Мефодійович. М -. 13.12.1919
- Крадін І. М. - 6.06.1920
- Мольків - 5.6. 1921.
- Щеколдін Олександр Якович - до 12.12.1921
- Шахов Аркадій Гаврилович - з 15.12.1921
- Ликсов Трохим Олексійович 2.01.1923
- Архіпов Василь Григорович - 9.8.1924.

## Голови Виконкому
- 1917 (квітень - червень) - Моісеєв Борис Ізраїлевич
- 1917 (до 16 жовтня) - Соломаха М. К., Гоштофт І.І, Євсєєв Ф. І.
- 1917 - 1918 - Виполатов, Микола Миколайович
- Селіванов Олександр Васильович - з вересня до грудня 1918 року.
- Васильєв Гаврило Іванович - з грудня 1918 по 21 лютого 1919,
- Андрєєв Володимир Дем'янович - з 26 лютого 1919 року по січень 1920 року.
- Шалигін Костянтин Герасимович - з січня до квітня 1920 року.
- Тихомиров Володимир Олексійович - з квітня по 18 липня 1920 року
- Трелін Іван Федорович - з 18 липня по 6 листопада 1920 року
- Роєнко Володимир Федорович - з 6 листопада 1920 по квітень 1921 року
- Судомоїн Мойсей Миколайович - з квітня по червень 1921 року.
- Кочуков Омелян Никифорович - з липня по грудень 1921 року
- Щеколдін Олександр Якович - з 15 грудня 1921 року по 21 червня 1922 року
- Бєліков Федот Миколайович - з 21 червня по 21 липня 1922 року
- Архангельський Сергій Андрійович - з 21 липня по 1 грудня 1922 року.
- Дияконів Павло Петрович - з 5 грудня 1922 року.
- Шереметьєв Василь Іванович - з серпня 1924 року
- Ричков Григорій Сергійович
- Іванніков Василь Васильович [19]

## Адміністративний поділ повіту у радянський період
- У 1923 році повіт складався з 30 волостей:Воронезько-Козловська залізниця 10 Станція Усмань

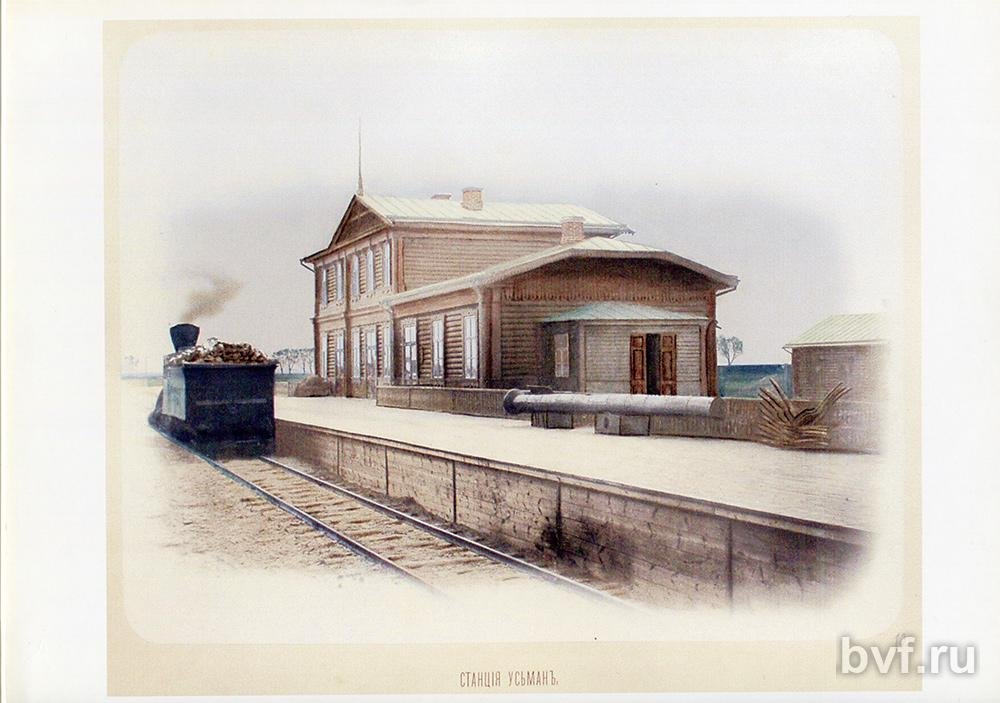
Воронезько-Козловська залізниця 10 Станція Усмань

- Олександрівська. Центр - с. Самовець.
- Бар'янська. Центр - с. Богородицьке ;
- Березнегуватська. Центр - с. Березнегуватка ;
- Березнегівська - с. Березнегівка ;
- Бреславська. Центр - с. Бреславка ;
- Верхньо-Матренська. Центр - с. Верхня Матрьонка ;
- Верхньо-Хавська. Центр - с. Верхня Хава.
- Демшинська. Центр - с. Демшинськ ;
- Девицька. Центр - с. Дівчина.
- Добринська. Центр - с. Добринка.
- Завальська. Центр - с. Завальне ;
- Іванівська. Центр - с. Іванівка ;
- Княже-Байгірська. Центр - с. Княжа Байгора ;
- Крутчинсько-Байгірська. Центр - с. Крутченська Байгора ;
- Куликівська. Центр - с. Куликове ;
- Матренський. Центр - с. Матрьонка ;
- Михайлівська. Центр - с. ;
- Нижньо-Матренська. Центр - с. Нижня Матронка ;
- Новочеркутинська. Центр - с. Новочеркутине ;
- Відскоченська. Центр - с. Відскочне ;
- Павлівська. Центр - с. Павлівка ;
- Підворська. Центр - Микільське ;
- Піддубрівська. Центр - Піддубрівка ;
- Приміська. Центр - П'ятницька та Пушкарська слободи ;
- Пушкінська. Центр - с. Пушкіно ;
- Садівська. Центр - с. Садове ;
- Сафонівська. Центр - с. Сафонове ;
- Талицька. Центр - с. Талицький Чамлик ;
- Шукавська. Центр - с. Шукавка ;
- Щученська. Центр - с. Щуче [20].

В 1925 було здійснено укрупнення волостей з 30 до 11 .
|                    | Число             | Число  | Число | Площа у км 2 | Населення обох статей у тисячах | Щільність на 1 км 2 |
| сільрад            | населених пунктів | дворів |       | Площа у км 2 | Населення обох статей у тисячах | Щільність на 1 км 2 |
| Верхньо-Матренська | 19                | 50     | 8363  | 608, 9       | 43, 3                           | 71                  |
| Верхньо-Хавська    | 19                | 75     | 7147  | 907, 0       | 46, 6                           | 51                  |
| Демшинська         | 10                | 16     | 4730  | 504, 2       | 24, 1                           | 48                  |
| Добринська         | 17                | 70     | 6230  | 722, 7       | 33, 3                           | 46                  |
| Дрязгінська        | 8                 | 25     | 4675  | 541, 4       | 25, 9                           | 50                  |
| Матронська         | 7                 | 39     | 4570  | 506, 4       | 23, 2                           | 46                  |
| Нижньо-Мотренська  | 13                | 41     | 7031  | 731, 8       | 36, 5                           | 49                  |
| Садівська          | 12                | 65     | 4577  | 580, 4       | 22, 7                           | 40                  |
| Талицька           | 7                 | 12     | 3723  | 268, 6       | 20, 0                           | 75                  |
| Усманська          | 18                | 29     | 8771  | 688, 5       | 45, 4                           | 66                  |
| Щученська          | 12                | 39     | 5727  | 813, 7       | 33, 0                           | 41                  |
| Усманський повіт   | 137               | 462    | 66510 | 6848, 6      | 361, 5                          | 53                  |
| ------------------ | ----------------- | ------ | ----- | ------------ | ------------------------------- | ------------------- |